# بوغدان ياكيموف
بوغدان ياكيموف هو لاعب هوكي الجليد روسي، ولد في 4 أكتوبر 1994 في نيجنكامسك في روسيا.

## وصلات خارجية
- بوغدان ياكيموف على موقع دوري الهوكي الوطني (الإنجليزية)
- بوغدان ياكيموف على موقع دوري الهوكي للقارات (الإنجليزية)
- بوغدان ياكيموف على موقع EliteProspects.com (الإنجليزية)
- بوغدان ياكيموف على موقع Eurohockey.com (الإنجليزية)
- بوغدان ياكيموف على موقع HockeyDB.com (الإنجليزية)
- بوغدان ياكيموف على موقع Hockey-Reference.com (الإنجليزية)